# الميدان (الوضيع)

تعديل مصدري - تعديل

الميدان هي إحدى قرى عزلة  الوضيع بمديرية الوضيع التابعة لمحافظة أبين، بلغ تعداد سكانها 48 نسمة حسب تعداد اليمن لعام 2004.